# متزویوزو
متزویوزو (به ایتالیایی: Mezzojuso) یک کومونه در ایتالیا است که در استان پالرمو واقع شده‌است.

## خصوصیات
متزویوزو ۴۹٫۴ کیلومترمربع مساحت و ۳٬۰۰۳ نفر جمعیت دارد.

## نگارخانه

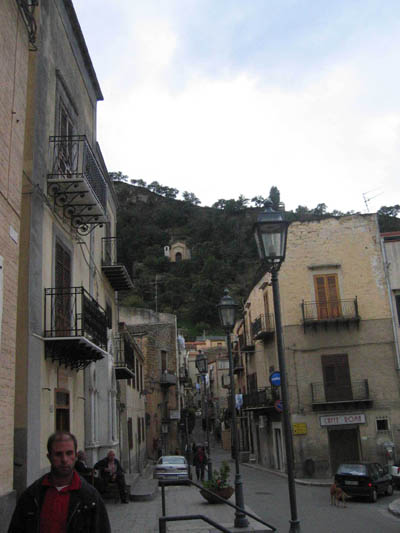
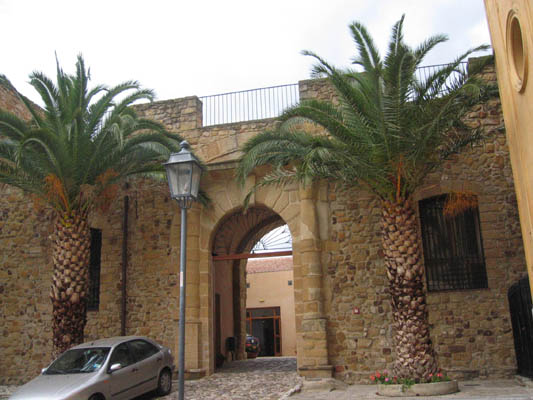
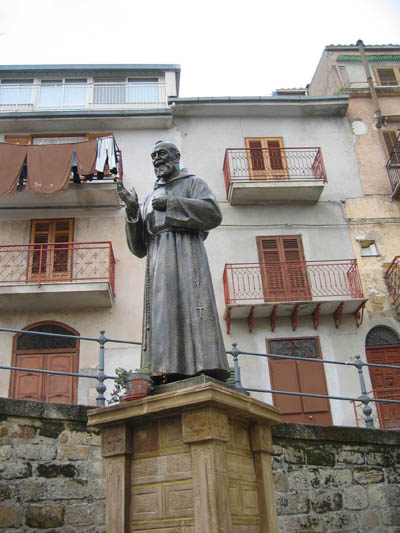
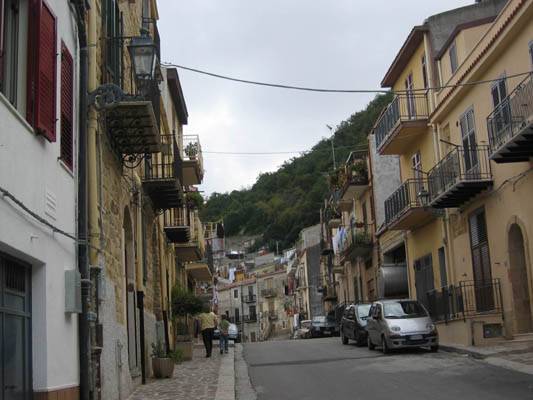
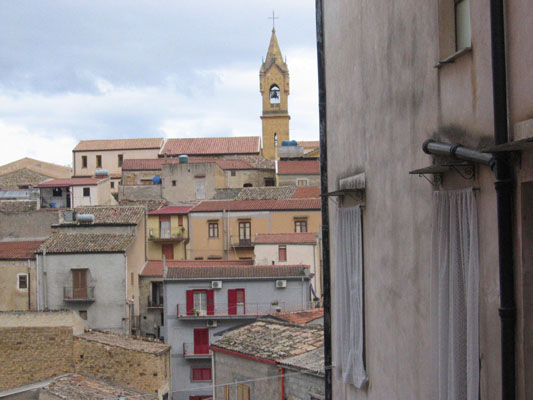